# Корнинг (Охајо)
Корнинг (енгл. Corning) град је у америчкој савезној држави Охајо.

## Демографија
По попису из 2010. године број становника је 583, што је 10 (-1,7%) становника мање него 2000. године.
| Група             | 2000.       | 2010.       |
| Белци             | 575 (97,0%) | 565 (96,9%) |
| Афроамериканци    | 2 (0,3%)    | 3 (0,5%)    |
| Азијати           | 1 (0,2%)    | 0 (0,0%)    |
| Хиспаноамериканци | 1 (0,2%)    | 2 (0,3%)    |
| Укупно            | 593         | 583         |